# Lyceum-Club Berlin

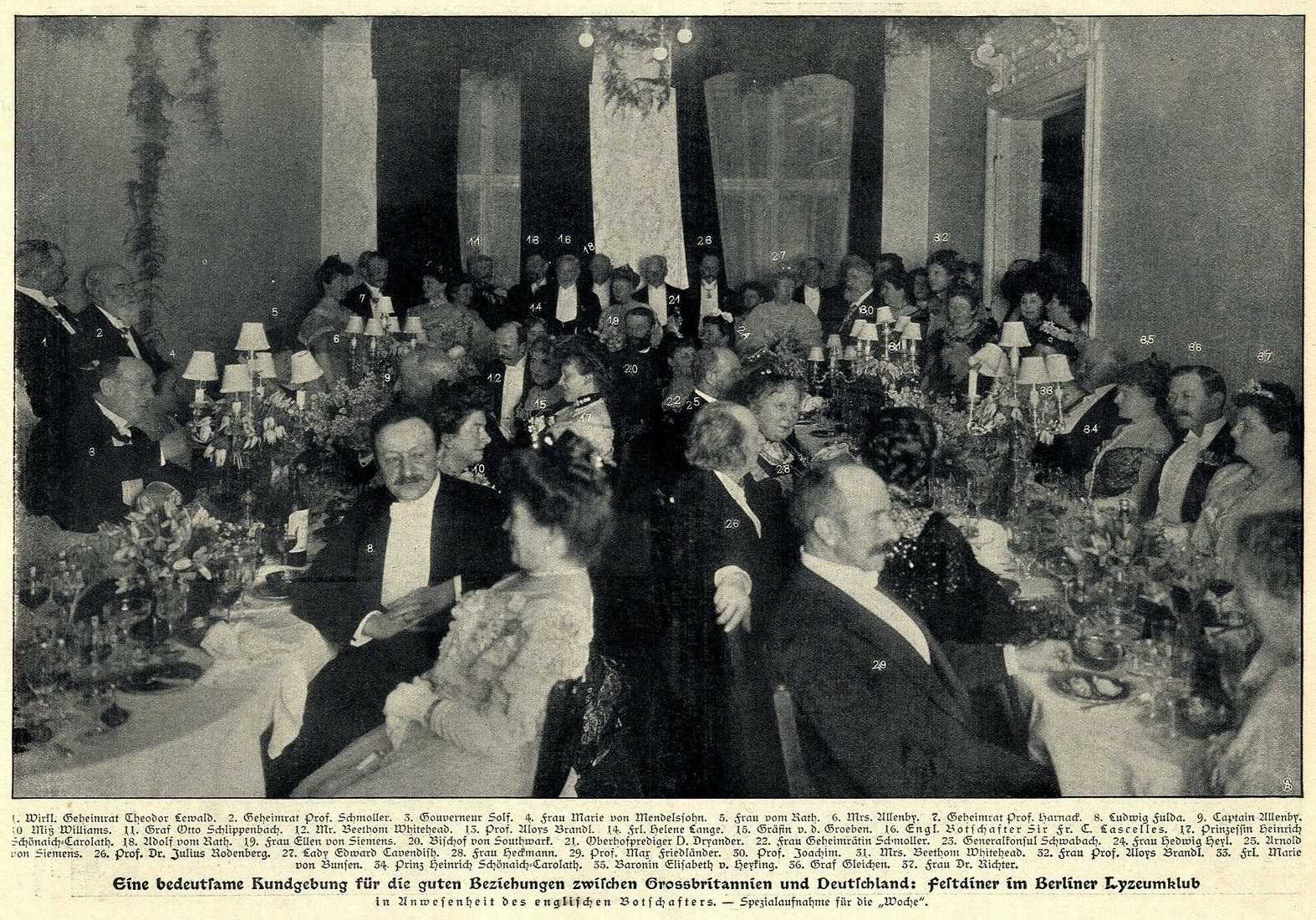
Deutsch-englisches Festdiner im Berliner Lyzemklub, 1906

Der Lyceum-Club Berlin war ein Frauenclub in Berlin von 1905 bis 1939. Er gehörte der International Association of Lyceum Clubs an.

## Geschichte

### Gründung 1905
Der Lyceum-Club wurde am 4. November 1905 in Berlin auf Initiative von Marie von Bunsen gegründet. Er war vor allem für wohlhabende Frauen der Berliner Oberschicht gedacht, nach dem Vorbild des Lyceum Clubs in London. Für das konstituierende Treffen kam deshalb Constance Smedley extra aus London angereist.
Das Gründungskomitee wählte Hedwig Heyl zur ersten Präsidentin. Als Schirmherrin konnte die Königin von Rumänien, Prinzessin Elisabeth zu Wied, gewonnen werden. Das erste Clubhaus besaß großzügige Räumlichkeiten und einen aufwändig gestalteten Garten an der Potsdamer Straße 118b.
Der Mitgliedsbeitrag von 30 Reichsmark war wesentlich höher als der der anderen Berliner Frauenklubs (Deutscher Frauenclub, Berliner Frauenclub von 1900 mit 8 RM).
Der Lyceum-Club wollte vor allem Treffpunkt für Frauen der höheren Gesellschaft Berlins sein. Er machte es sich aber auch zur Aufgabe, Künstlerinnen und Wissenschaftlerinnen ein Forum zu bieten und ihnen bei Ausstellungen und Veröffentlichungen unterstützend zur Seite zu stehen. Zu den Gründungsmitgliedern gehörte der „Verein der Berliner Künstlerinnen“ von 1867.

### Aktivitäten 1906–1933

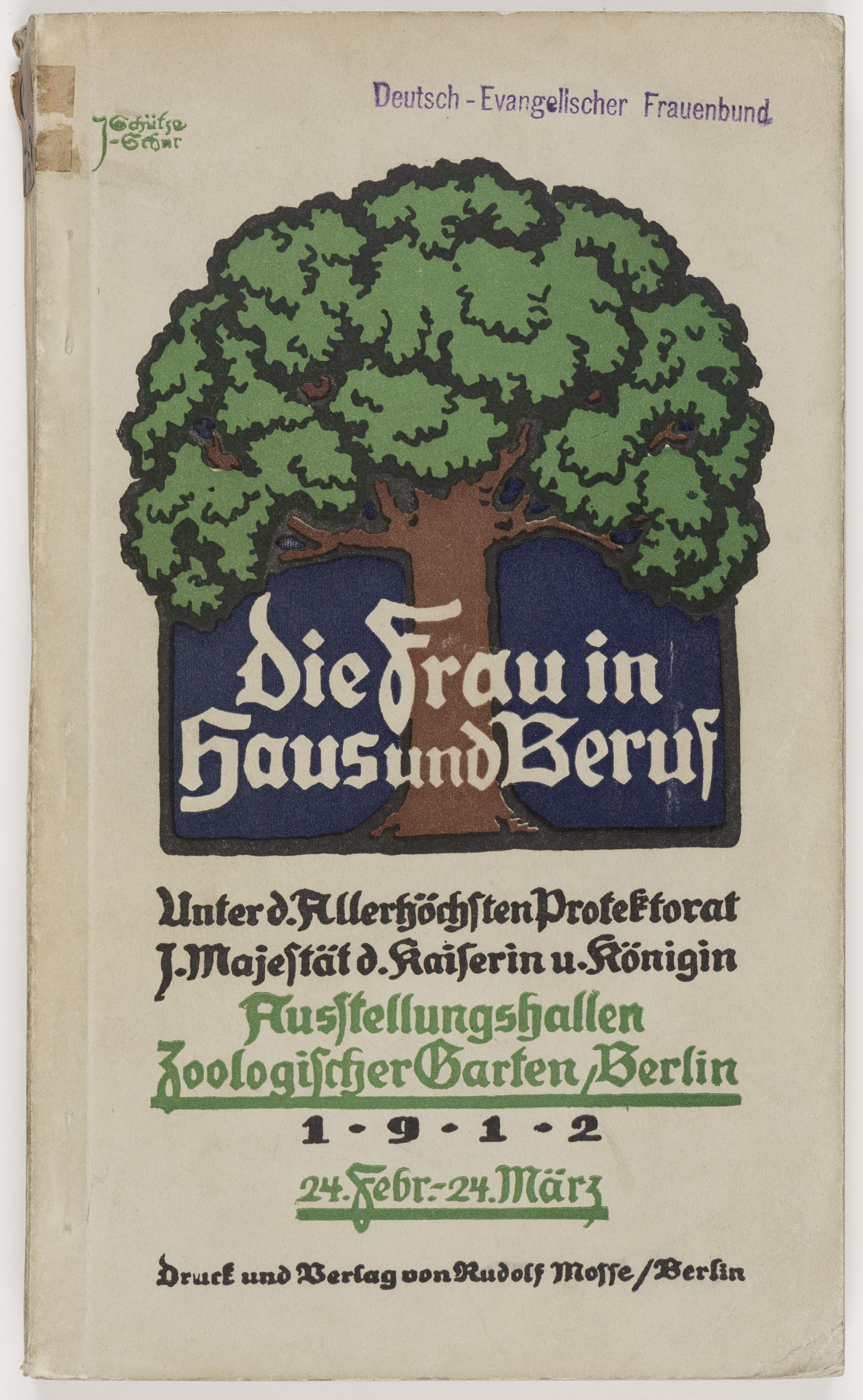
Die Frau in Haus und Beruf, Katalog zur Ausstellung im Zoologischen Garten Berlin 1912

1908 organisierte Hedwig Heyl die erfolgreiche Ausstellung Internationale Volkskunstausstellung im Kaufhaus Wertheim (am Leipziger Platz). Für die Ausstellung Die Frau in Haus und Beruf 1912 im Zoo von Berlin war außerdem  auch Gertrud Bäumer verantwortlich.
Von 1906 gab  der Lyceum-Club  auch eine regelmäßige Vereinszeitung heraus. Ab 1912 unterstützte er den Berliner Verein Krankenhaus weiblicher Ärzte. Ab 1914  führte der Club eine „Mittelstandsküche“ ein, um bedürftige Berliner Bürger zu versorgen.
Außerdem  organisierte der Club Vorträge und Gesprächsrunden, die von insgesamt 14 Kommissionen erarbeitet wurden, u. a. existierte eine Musik-Kommission, Journalistinnen-Kommission, eine Soziale und Kunstgewerbliche Kommission. Diese Veranstaltungen boten den Frauen die Möglichkeit, ihre Arbeiten in der Öffentlichkeit zu präsentieren. Ein Lese- und Musikzimmer sowie weitere Gemeinschaftsräume boten zudem den Frauen eine Plattform des geistigen Austausches.

### Aktivitäten 1933–1945
Der Lyceum-Club  bestand auch nach 1933 weiter. Über den Prozess des Ausscheidens der zahlreichen jüdischen Mitglieder gibt es keine überlieferten Informationen.
Später wurden die Clubräume nach Berlin-Dahlem in ein etwas bescheideneres Domizil verlegt.
1938 wurde der Club von der Reichsfrauenführung als „Spitzenklub“ aller deutschen Frauenklubs deklariert.
Seit 1939 befand sich im Clubhaus ein Offiziers-Lazarett. Über ein mögliches weiteres Bestehen des Lyceum-Clubs gibt es keine Nachrichten mehr.

### Nachwirkungen
1956 gründete sich wieder ein Lyceum-Club Berlin. Dieser verstand sich in der Tradition des historischen Clubs. Er veröffentlichte Texte zur Geschichte und organisierte 2015 eine Ausstellung über Künstlerinnen des Lyceum-Clubs .

## Mitglieder (Auswahl)
Im Berliner Lyceum-Club waren vor allem Damen aus gehobenen Berliner Familien  Mitglieder. Um 1930 gab es über 1000, nach 1933 waren es noch etwa 600.
Vorsitzende
- Hedwig Heyl, 1905–nach 1933

Vorstandsmitglieder
- Luise Marelle, vor 1928–nach 1933

Weitere Mitglieder
- Clara Arnheim
- Gertrud Bäumer, Schriftstellerin
- Marie von Bunsen
- Gertrud Dyhrenfurth
- Thekla Friedländer
- Else Frobenius
- Maria von Gneisenau
- Elise von Hopffgarten
- Käthe Kollwitz, Grafikerin, Bildhauerin
- Helene Lange, Frauenrechtlerin
- Marie-Elisabeth Lüders
- Hanna Mehls
- Marie Raschke
- Alice Salomon, Frauenrechtlerin
- Ilse Schütze-Schur, seit 1906
- Else Schulhoff
- Gertrud Spitta, bis 1938
- Helene Stöcker, Frauenrechtlerin
- Bertha von Suttner, Pazifistin
- Clara Viebig, erfolgreiche Schriftstellerin
- Fia Wille
- Martha von Wittich, Komponistin
- Agnes von Zahn-Harnack